# 水田ゆき
水田 ゆき（みずた ゆき）は、日本の漫画家。女性。2013年「渦」で電子コミックデビュー。

## 作品
- 渦
- トレード
- キス魔の憂鬱とアイツの視線
- 恋は慈雨に濡れて
- 性の劇薬[3]
- 渇愛のエロス ～嘘つきギャンブラー～
- 恋の奴隷
- 性の劇薬 Re:life

## 書誌情報
- 性の劇薬 2019年02月19日初版発行 ジュネット〈ウォー! コミックス ピアスシリーズ〉[4]、ISBN 978-4-909460-75-2
- 恋の奴隷 2021年07月05日初版発行 三交社 〈Charles Comics〉[5]、ISBN 978-4-815501-78-5
- 性の劇薬 Re:life 2022年09月16日初版発行 ジュネット〈ウォー! コミックス ピアスシリーズ〉[6]、ISBN 978-4-910582-10-8
- 性の劇薬 R18完全版 上 2023年10月18日初版発行 ジュネット〈ウォー! コミックス ピアスシリーズ〉[7]、ISBN 978-4-910582-75-7
- 性の劇薬 R18完全版 下 2023年10月18日初版発行 ジュネット〈ウォー! コミックス ピアスシリーズ〉[8]、ISBN 978-4-910582-76-4